# NXT TakeOver: Respect
NXT TakeOver: Respect est un Premium Live Event de catch (lutte professionnelle) produit par la World Wrestling Entertainment, une fédération de catch américaine qui est diffusée et visible en streaming payant sur le WWE Network. Cet événement met en avant les Superstars de NXT, le club-école de la compagnie. Il a eu lieu le 7 octobre 2015 au Full Sail University à Winter Park (Floride). Il s'agit de la huitième édition de NXT TakeOver.

## Contexte
Les spectacles de la World Wrestling Entertainment (WWE) sont constitués de matchs aux résultats prédéterminés par les scénaristes de la WWE. Ces rencontres sont justifiées par des storylines – une rivalité avec un catcheur, la plupart du temps – ou par des qualifications survenues dans les shows de la WWE telles que Raw, SmackDown et NXT. Tous les catcheurs possèdent une gimmick, c'est-à-dire qu'ils incarnent un personnage gentil (Face) ou méchant (Heel), qui évolue au fil des rencontres. Un événement comme Respect est donc un événement tournant pour les différentes storylines en cours,.

### Dusty Rhodes Tag Team Classic
Lors de NXT Takeover: Brooklyn, le directeur général William Regal a annoncé que pour honorer la mémoire du WWE Hall of Fame, l'entraîneur de longue date et le producteur de NXT, Dusty Rhodes, qui est décédé 4 mois auparavant à la suite d'un cancer, un tournoi par équipe présenté comme le "Dusty Rhodes Tag Team Classic" qui aurait lieu au cours de plusieurs semaines, terminant avec la finale lors de l'événement. Le tournoi "Dusty Rhodes Tag Team Classic" a commencé le 2 septembre 2015, avec les deux premiers matchs du tournoi à 16 équipes avec Baron Corbin & Rhyno qui battent The Ascension et Jason Jordan & Chad Gable qui battent Neville et Solomon Crowe. Les quatre prochains matchs ont eu lieu à plusieurs NXT Live event entre le 28 août et le 4 septembre, mais les matchs ont pas été révélées jusqu'au 9 septembre sur la chaîne YouTube de la WWE avec Enzo Amore et Colin Cassady qui battent Angelo Dawkins et Sawyer Fulton, The Mechanics (Scott Dawson et Dash Wilder) qui battent Tucker Knight et Elias Samson, The Hype Bros (Zack Ryder et Mojo Rawley) qui battent Noah Kekoa et Alexander Wolfe & The Vaudevillains (Aiden English et Simon Gotch) qui battent Blake et Murphy. Les deux derniers matchs du premier tour ont eu lieu le 9 septembre, avec Finn Bálor et Samoa Joe qui battent The Lucha Dragons et Corbin et Rhyno qui battent Johnny Gargano et Tommaso Ciampa.

## Tableau des matchs
| Ordre par numéros                                                                         | Résultat                                                                    | Stipulation(s)                                                        | Temps |
| ----------------------------------------------------------------------------------------- | --------------------------------------------------------------------------- | --------------------------------------------------------------------- | ----- |
| 1                                                                                         | Finn Bálor et Samoa Joe battent The Mechanics (Dash Wilder et Scott Dawson) | Tag Team match - Demi-finale du tournoi Dusty Rhodes Tag Team Classic | 9:05  |
| 2                                                                                         | Baron Corbin et Rhyno battent American Alpha (Jason Jordan et Chad Gable)   | Tag Team match - Demi-finale du tournoi Dusty Rhodes Tag Team Classic | 10:28 |
| 3                                                                                         | Asuka bat Dana Brooke (avec Emma)                                           | Match simple                                                          | 5:07  |
| 4                                                                                         | Apollo Crews bat Tyler Breeze                                               | Match simple                                                          | 9:41  |
| 5                                                                                         | Finn Bálor et Samoa Joe battent Baron Corbin et Rhyno                       | Tag Team match - Finale du tournoi Dusty Rhodes Tag Team Classic      | 10:57 |
| 6                                                                                         | Bayley (c) bat Sasha Banks                                                  | 30-Minute Iron Women match pour le NXT Women's Championship           | 30:00 |
| La lettre C placée entre parenthèses désigne la personne ou l’équipe championne en titre. |                                                                             |                                                                       |       |